# Karel Bejbl
Karel Bejbl, né le 17 janvier 1906 à Prague et mort le 14 mars 1962, est un footballeur international tchécoslovaque, évoluant au poste d'attaquant du début des années 1920 au milieu des années 1930.

## Biographie
Karek Bejbl fait ses débuts professionnels en 1923 avec l'AFK Vršovice. En 1925, Bejbl part en Autriche et rejoint le SC Wacker Vienne. Il revient en Tchécoslovaquie en 1926 et devient international tchécoslovaque l'année suivante. 
Il joue son premier match en équipe nationale le 20 mars 1927 contre l'Autriche. Le 13 juin 1931, il inscrit 3 buts contre la Suisse, pour ce qui constitue son dernier match en équipe nationale. Il totalise un bilan de 10 buts pour 10 matchs en sélection.
Il reste aux Bohemians de Prague jusqu'en 1934 avant de mettre un terme à sa carrière professionnelle. En 1957, il prend la tête de la sélection tchécoslovaque. Il dirige les joueurs tchécoslovaques l'espace de trois matchs.

## Palmarès
- Coupe de Bohême
  - Vainqueur en 1927 avec le SK Slavia Prague